# Клани Ірландії

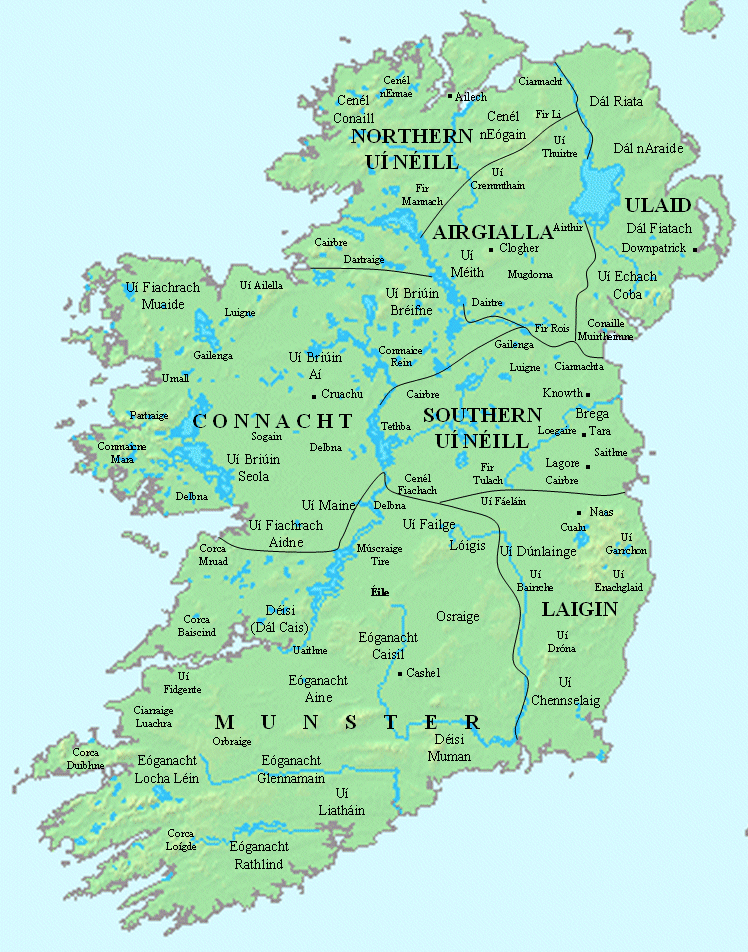
Племена, королівства, найбільші клани в Ірландії в ранньому середньовіччі біля 800 року.

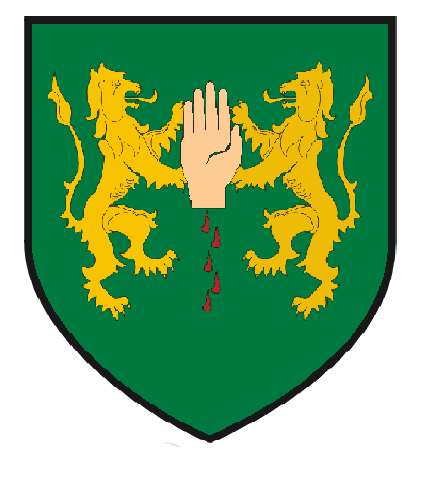
Приклад герба вождя клану. Герб вождя клану О'Рейллі.

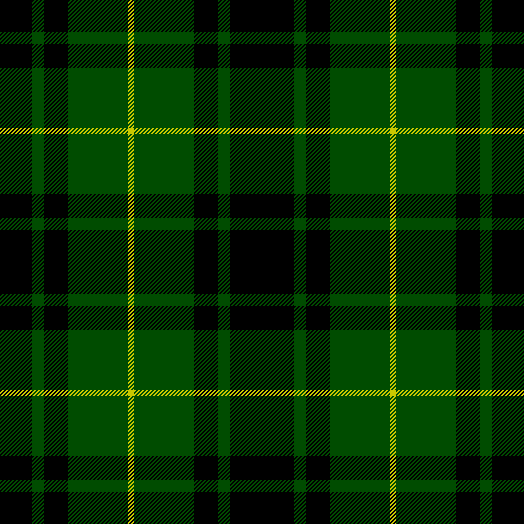
Приклад тартана. Тартан клану Мак Артур.

Клани Ірландії — традиційні одиниці ірландського суспільства з глибокої давнини до епохи середньовіччя та XVII століття. Кланова система в Ірландії була видозміною родового ладу. Клан (clan або clann) це в перекладі рід. Клан в давній Ірландії об'єднував людей, що вірили в існування спільного предка — реального чи легендарного, в далекому чи недалекому історичному минулому, підкорялись одному вождю клану (посада якого могла бути або виборною або спадковою), мали спільні звичаєві закони і володіли спільним майном (в першу чергу земельними територіями, які розподілялися для користування вождем клану). Люди в кланах часто мали спільне прізвище. Іноді клан ділився на септи — в кожній септі люди мали інше прізвище, але септи об'єднувались в клан спільним походженням і одним вождем клану. Кожен ірландський клан має свої атрибути і символіку - назву, герб вождя клану, тартан (візерунок одягу характерний тільки для цього клану).

## Історія кланової системи в Ірландії
Поняття клан (ірл. — clann) є аналогом латинського поняття planta — гілка. Тобто, це нащадки якоїсь однієї людини, що була засновником роду, відгалуження певного роду. Наприклад клан О'Дейлі (clan O'Daly) в давнину був відомий як клан Далайг (Clann Dalaigh) — він походить від спільного предка — від людини ім'я якої було Далах (ірл. — Dalach).
У середньовіччі у назвах кланів з'явилась приставка «мак» (ірл. — mac) — син. У давніх літописах та історичних переказах слово означало буквально син такого то. Але потім слово стало означати далеких нащадків певної людини. Наприклад, давній клан Кархайг (Clann Cárthaigh) став називатися клан Мак Карті або Маккарті (MacCarthy), давній клан Суїбне (Clann Suibhne) став називатися Мак Свіні (MacSweeny). Іноді спільний предок був видно близьким — якась людина виходила зі свого клану і ставала засновником нового клану. Це не обов'язково мали бути вигнанці чи ізгої. Наприклад, клан Аода Буїдне (Clann Aodha Buidhe) заснував Аод Буїдне (Aodh Buidhe), що помер у 1298 році. Клан в першу чергу керувався спільними інтересами щодо землі, території на якій він жив. Влада вождів клану була в першу чергу територіальною. Людина, яку виганяли з клану або яка тікала з клану автоматично опинялася поза законом і поза суспільством. Така людина не мали ніяких прав. Бути вигнаним з клану для давнього ірландця було найбільшим лихом.
Кланова система в Ірландії походила від давньої племінної структури — населення острова ділилося на племена — туати (tuath), які в свою чергу ділились на клани. Такими великими групами, які потім ділились на клани і септи, наприклад були Ві Бруїн (Uí Briúin) в королівстві Коннахт чи Еогнахта (Eóghanachta) або Дал г-Кайс (Dál gCais) в королівстві Манстер, Ві Нейлл (Uí Neill) в королівстві Улад, Фір Домнанн (Fir Domnann) в королівстві Ленстер (Лагін). В результаті безперервних війн в Ірландії одні клани зникали, інші навпаки ставали більш чисельними і потужними, ділилися на септи, кожна з яких могла перетворитися на окремий клан. Наприклад клан О'Конор (Ó Conor) в королівстві Коннахт, Мак Карті Десмонд (MacCarthy Desmond) чи О Браєн Хомонд (Ó Brien Thomond) в королівстві Манстер, О'Нейлл Кландебой (Ó Neill of Clandeboy) в Ольстері, Мак Морро Каванаг (MacMorrough Kavanagh) в Ленстері.
Історично в Ірландії склалися спочатку 4 або потім 5 королівств — Ольстер (Улад), Коннахт, Манстер (Муму), Ленстер (Лагін), Міде. Теоретично ці королівства були васальними до верховного короля Ірландії, але практично незалежними — влада верховного короля була номінальною та умовною. Кожне королівство ділилося на дрібніші васальні королівства які більш-менш збігалися з давніми туатами — їх було більше 150, а вони в свою чергу ділилися на клани. Королі в давній Ірландії називались Рі, верховний король — Ард Рі, вожді великих кланів називались Таошех (Taoiseach). Вождь клану був повноважним представником клану перед королем, був уповноважений вести переговори з іншими кланами та королем, ніс відповідальність за поведінку людей свого клану. Кланова система в Ірландії (на відміну від Шотландії, де вона збереглася майже в незмінному стані) була майже повністю знищена в XVII столітті під час остаточного завоювання Ірландії Англією і так званої «втечі графів», коли багато ірландських вождів кланів втекли з Ірландії від репресій англійської влади. Проте деякі атрибути і залишки кланової системи в Ірландії збереглися досі. Хоча символіка багатьох кланів забута (тартани, гасла, символи, хрести) — на відміну від Шотландії, де атрибути і символи кланів збереглися у більшій мірі, сучасний ірландець часто усвідомлює свою належність до певного клану і кланових традицій.

## Основа кланової системи
Насправді члени одного клану не всі були кровними родичами. Клани могли зливатися між собою, один клан міг завоювати чи підкорити інший клан і включити до свого складу, людина могла ввійти до чужого клану в результаті шлюбу або військового союзу.

## Септи кланів
Клани розгалужувались на септи. Септи отримували свої прізвища і часто перетворювались на самостійні клани. Часто дуже важко розрізнити історикам — окремий клан чи септа виступає на історичній арені. Часто точилися війни не тільки між кланами, але і між септами одного клану. Особливо це стосується таких величезних кланів як О'Нейлл, Мак Свіні чи О'Коннор.

## Клани Ірландії сьогодні
Не зважаючи на те, що під час англійського завоювання і колонізації землі були відібрані в кланів, вожді кланів мусили тікати за кордон, закони кланової системи були замінені на англійські закони, багато давніх кланів припинили своє існування, ірландські клани і сам дух ірландських кланів залишився — як в Ірландії, так і за її межами. Донині більшість людей ірландського походження може назвати назву клану до якого вона належить або з якого походить. Кельтське відродження на початку XX століття, зростаючий вплив ідей кельтської самобутності, зростаючий вплив Гельської Ліги зумовили відродження інтересу людей до їх походження і коренів.
У 1940 році Едвард Мак Лайзет (Edward MacLysaght) — головний герольд Ірландії склав список, в якому більше ніж 240 назв кланів, що існують до сьогодні (не рахуючи септ та давніх кланів). Сьогодні ірландські кланові організації існують по всьому світу на всіх континентах.
У 1989 році була створена асоціація ірландських кланів — «Клани Ірландії», яку очолив Рорі О'Коннор (Rory O'Connor) — вождь клану О'Коннор. Кланова ірландська система має свій вплив на історію сьогоднішнього світу — так президенти США Дж. Кеннеді та Р. Рейган належали до різних септ одного і того ж ірландського клану.

## Основні давні клани Ірландії в часи раннього середньовіччя (без врахування септ)
- Коннахта (Connachta)
- О'Кахан (Ó Catháin)
- О'Градайх (Ó Grádaigh)
- О'Флахбертайг (Ó Flaithbheartaigh)
- Мак Конмара (Mac Conmara)
- О'Конкубайр (Ó Conċuḃair)
- О'Дубда (Ó Dubhda)
- О'Кайв (Ó Caoimh)
- Мак Діармада (Mac Diarmada)
- Нейл або На Ніалайг (Néill - Na Nialaigh)
- Домнайлл (Domhnaill)
- Муйнтір-Бірн (Muintír-Birn)
- Кенел Фергуса (Cenél Fergusa)
- Кайррге Брахайде (Cairrge Brachaidhe)
- Кенел м-Бінніг (Cenél mBinnigh)
- Кенел Моен (Cenél Moen)
- Кенел Ферадайг (Cenél Fearadhaigh)
- Кенел Тігернайх (Cenél Tigernaich)
- Конхобайр (Conchobhair)
- Другайн (Drugain)
- Діармада або Кландермот (Diarmada - Clandermot)
- Кенел Аонгуса (Cenél Aonghusa)
- Кенел Мік Еарка (Cenel Mic Earca)
- Сіл Лугдах (Sil Lugdach)
- Арда Мідайр (Arda Midhair)
- Кенел м-Богайне (Cenél mBógaine)
- Кенел Аеда (Cenél Aedha)
- Кенел Дуах (Cenel Duach)
- Хіндфаолад (Chindfaoladh)
- Муйнтір Далахайн (Muintir Dalachain)
- Кінел Еанна (Cinel Eanna)
- Кенел Ендай (Cenél Endai)
- Кенел Кайрпрі (Cenél Cairpri)
- Сіл Аеда Еанайг (Síl Aedha Eaniagh)
- Конмайкне Куйле Толад (Conmaicne Cuile Toladh)
- Конмайкне Мара (Conmaicne Mara)
- Конмайкне Кріхі Майк Ейркке (Conmaicne Críchi Meic Eircce)
- Конмайкне Міде ла Куйрккне (Conmaicne Mide la Cuirccne)
- Конмайкне Бек (Conmaicne Bec)
- Майнтір Еолуйс (Muintir Eoluis)
- Теллах Кеарбаллан (Tellach Cearbhallan)
- Кенел Луахайн (Cenel Luachain)
- Калбрайнн (Calbrainn)
- Фелгуса (Faelgusa)
- Фінойккі чи Сіл Фінделлайг (Finoicci - Sil Findellaig)
- Кенел Кромайн (Cenél Cromáin)
- Фелхон (Faelchon)
- Теллах Фіннахан (Tellach Finnachan)
- Сіл Мелефіхріг (Síl Maelefithrig)
- Фермайге (Fermaighe)
- Муйнтір Герадайн (Muintir Geradháin)
- Муйнтір Ґіоллаґайн (Muintír Giollagáin)
- Муйнтір Ангайле (Muintir Anghaile)
- Шіл Фаолхайн (Síol Faolcháin)
- Шіл а-Елайг (Siol aElaigh)
- Ві Фелмеда Хес (Uí Felmeda Thes)
- Ві Фелмеда Туайд (Uí Felmeda Tuaidh)
- Сіл Кормайк (Sil Chormaic)
- Сіл Мелуйдір (Sil Máeluidir)
- Ві Фергуса (Uí Fergusa)
- Ґуайре (Guaire)
- Фіаху мейк Айлелла (Fiachu meic Ailella)
- Ві Муйредайг (Uí Muiredaig)
- Холмайн (Cholmáin)
- Десі (Deisi)
- Делбна (Delbna)
- Дал г-Кайс (Dál gCais)
- Корку Дуйбне (Corcu Duibne)

## Основні сучасні клани Ірландії (без врахування септ)
- Армстронг (Armstrong)
- Барретт (Barrett)
- Бел'ю (Bellew)
- Белл (Bell)
- Берк (Burke)
- Бойл (Boyle)
- Браян (Bryan)
- Бредшоу (Bradshaw)
- Брайсон (Bryson)
- Вайт (White)
- Вітті (Whitty)
- Егню (Agnew)
- Еліотт (Eliott)
- Кері (Carey)
- Керрол (Carroll)
- Кессіді (Cassidy)
- Кровлі (Crowley)
- Куртін (Curtin)
- Клінтон (Clinton)
- Кулбертсон (Culbertson)
- Кенні (Canny)
- Кловрі (Clowry)
- Конноллі (Connolly)
- Костеллоу (Costelloe)
- Крейг (Craig)
- Довні (Downey)
- Данні (Dunne)
- Донох'ю (Donohue)
- Дагган (Duggan)
- Данган (Dungan)
- Делаханті (Delahunty)
- Дойлі (Doyle)
- Гехін (Gething)
- Гайнс (Hynes)
- Генлі (Hanly)
- Гаран (Haran)
- Гарріган (Harrigan)
- Гірі (Heery)
- Гереті (Heraty)
- Гоґан (Hogan)
- Кавана (Kavanagh)
- Кеганс (Keohanes)
- Кінселла (Kinsella)
- Кітінг (Keating)
- Ларкін (Larkin)
- Лівінгстон (Livingstone)
- МакВайт (MacWhite)
- МакҐеоєґан (MacGeoghegan)
- МакГрах  (Mac Craith)
- МакДермот (MacDermot)
- МакЕндрю (MacAndrew)
- МакКленсі (MacClancy)
- МакКана (MacCana)
- МакКарті (MacCarthy)
- МакНамара (MacNamara)
- Марміон (Marmion)
- Маллі (Mullee)
- Маллані (Mullaney)
- Мансерай (Manseragh)
- Майфілд (Mayfield)
- Моріарті (Moriarty)
- Монаган(Monaghan)
- О'Бірне (O'Byrne)
- О’Браєн (O'Brien)
- О'Грейді (O'Grady)
- О'Ґалагер (O'Gallagher)
- О'Ґара (O'Gara)
- О'Дауд (O'Dowd)
- О'Ді (O'Dea)
- О'Доннелл (O'Donnell)
- О'Донован (O'Donovan)
- О'Дохартайг (O'Dochartaigh)
- О'Калаган (O'Callaghan)
- О'Каррегер (O'Carragher)
- О'Кахан (O'Cahan)
- О'Кахілл (O'Cahill)
- О'Келлі (O'Kelly)
- О'Келлі Ві Майне (O'Kelly Ui Maine)
- О'Кеннеді (ірл. - O'Kennedy)
- О'Керролл (O'Carroll)
- О'Кессіді (ірл. - O'Cassidy)
- О'Кіфф (ірл. - O'Keeffe)
- О'Коннел (O'Connell)
- О'Коннор (O'Connor)
- О'Коннор Керрі (O'Connor Kerry)
- О'Куллане (O'Cullane)
- О'Лалор (O'Lalor)
- О'Лірі (O'Leary)
- О'Махоні (O'Mahony)
- О'Меллі (O'Malley)
- О'Муллайн(O'Mullane)
- О'Нолан (O'Nolan)
- О'Рейллі (O'Reilly)
- О'Рурк (O'Rourke)
- О'Салліван (O'Sullivan)
- О'Тул (O'Toole)
- О'Фалві (O'Falvey)
- О'Флахерті (O'Flaherty)
- О'Флінн (O'Flynn)
- О'Хара (O'Hara)
- О'Ше (O'Shea)
- О'Шехнасах (Ó Seachnasaigh)
- О'Шохру (O'Siochru)
- Раян (Ryan)
- Тарлі (Turley)
- Шерідан (Sheridan)
- Шіск (Sisk)